# Malek Jaziri
Malek Jaziri (arabisch مالك الجزيري, DMG Mālik al-Ǧazīrī; * 20. Januar 1984 in Bizerte) ist ein tunesischer Tennisspieler.

## Karriere
Jaziri begann seine Tennislaufbahn im Alter von fünf Jahren. Jaziri spielt eine beidhändige Rückhand. Sein Lieblingsbelag ist Hartplatz.
Bereits im Jahr 2000 gab Jaziri sein Debüt für die Tunesische Davis-Cup-Mannschaft, für die er seither mehr als 50 Spiele in Einzel und Doppel bestritten hat. Nachdem Jaziri beim Challenger-Turnier in Taschkent 2013 zu seiner Viertelfinal-Partie gegen den Israeli Amir Weintraub nicht angetreten war, wurde aufgrund des unsportlichen Verhaltens Tunesien von der ITF vom Davis Cup 2014 ausgeschlossen. Jaziri hatte auf Anweisung des tunesischen Tennisverbands das Spiel gegen Weintraub unter dem Vorwand einer Verletzung abgegeben.

## Erfolge
| Legende (Anzahl der Siege)  |
| Grand Slam                  |
| ATP World Tour Finals       |
| ATP World Tour Masters 1000 |
| ATP World Tour 500          |
| ATP World Tour 250          |
| ATP Challenger Tour (13)    |

### Einzel

#### Turniersiege
| Nr. | Datum              | Turnier      | Belag         | Finalgegner        | Ergebnis       |
| --- | ------------------ | ------------ | ------------- | ------------------ | -------------- |
| 1.  | 14. November 2011  | Genf (1)     | Hartplatz (i) | Mischa Zverev      | 4:6, 6:3, 6:3  |
| 2.  | 3. November 2013   | Genf (2)     | Hartplatz (i) | Jan-Lennard Struff | 6:4, 6:3       |
| 3.  | 18. Oktober 2015   | Rennes       | Hartplatz (i) | Igor Sijsling      | 5:7, 7:5, 6:4  |
| 4.  | 20. März 2016      | Guadalajara  | Hartplatz     | Stéphane Robert    | 5:7, 6:3, 7:65 |
| 5.  | 10. April 2016     | Le Gosier    | Hartplatz     | Stefan Kozlov      | 6:2, 6:4       |
| 6.  | 18. September 2016 | Istanbul (1) | Sand          | Dudi Sela          | 1:6, 6:1, 6:0  |
| 7.  | 17. September 2017 | Istanbul (2) | Sand          | Matteo Berrettini  | 7:64, 0:6, 7:5 |
| 8.  | 25. März 2018      | Qujing       | Hartplatz     | Blaž Rola          | 7:65, 6:1      |

#### Finalteilnahmen
| Nr. | Datum       | Turnier  | Belag | Finalgegner | Ergebnis  |
| --- | ----------- | -------- | ----- | ----------- | --------- |
| 1.  | 6. Mai 2018 | Istanbul | Sand  | Taro Daniel | 6:74, 4:6 |

### Doppel

#### Turniersiege
| Nr. | Datum              | Turnier   | Belag         | Partner            | Finalgegner                                 | Ergebnis          |
| --- | ------------------ | --------- | ------------- | ------------------ | ------------------------------------------- | ----------------- |
| 1.  | 24. Juli 2011      | Pensa     | Hartplatz     | Arnau Brugués Davi | Serhij Bubka Adrián Menéndez                | 6:76, 6:2, [10:8] |
| 2.  | 28. September 2013 | Fargʻona  | Hartplatz     | Farrux Doʻstov     | Ilija Bozoljac Roman Jebavý                 | 6:3, 6:3          |
| 3.  | 13. November 2021  | Knoxville | Hartplatz (i) | Blaž Rola          | Hans Hach Verdugo Miguel Ángel Reyes Varela | 3:6, 6:3, [10:5]  |
| 4.  | 2. Juli 2022       | Cali      | Sand          | Adrián Menéndez    | Keegan Smith Evan Zhu                       | 7:5, 6:4          |
| 5.  | 3. September 2022  | Toulouse  | Sand          | Maxime Janvier     | Théo Arribagé Titouan Droguet               | 6:3, 7:65         |